# Betalingsterminal
En betalingsterminal er en håndholdt type dataterminal, der anvendes sammen med et betalingskort eller en mobil betalingsapp til at lade forbrugere betale for varer i butikker, restauranter og andre typer forretninger. En betalingsterminal kræver et Purchase Security Application Module, forkortet PSAM-chip, der fungerer som en type "simkort" for betalingsterminaler, før den kan fungere.

## Betalingsterminaler i Danmark
PSAM-chips bestilles i Danmark fra Logos Design, Nets Merchant Services eller Verifone Danmark. Udover PSAM-chip besidder hver betalingsterminal en række andre unikke værdier, hvoraf mange kan læses på kvitteringen ved anvendelse. Betalingsterminaler var tidligere knyttet tæt sammen med betalingskortene, men i 2013 kom to nye spillere på markedet i form af betalingsapps - nemlig Swipp og MobilePay.

## Fodnoter
1. ↑  "Order PSAM for production". nets.eu (engelsk). 2016. Hentet 2016-06-25.